# Koralówka strojna

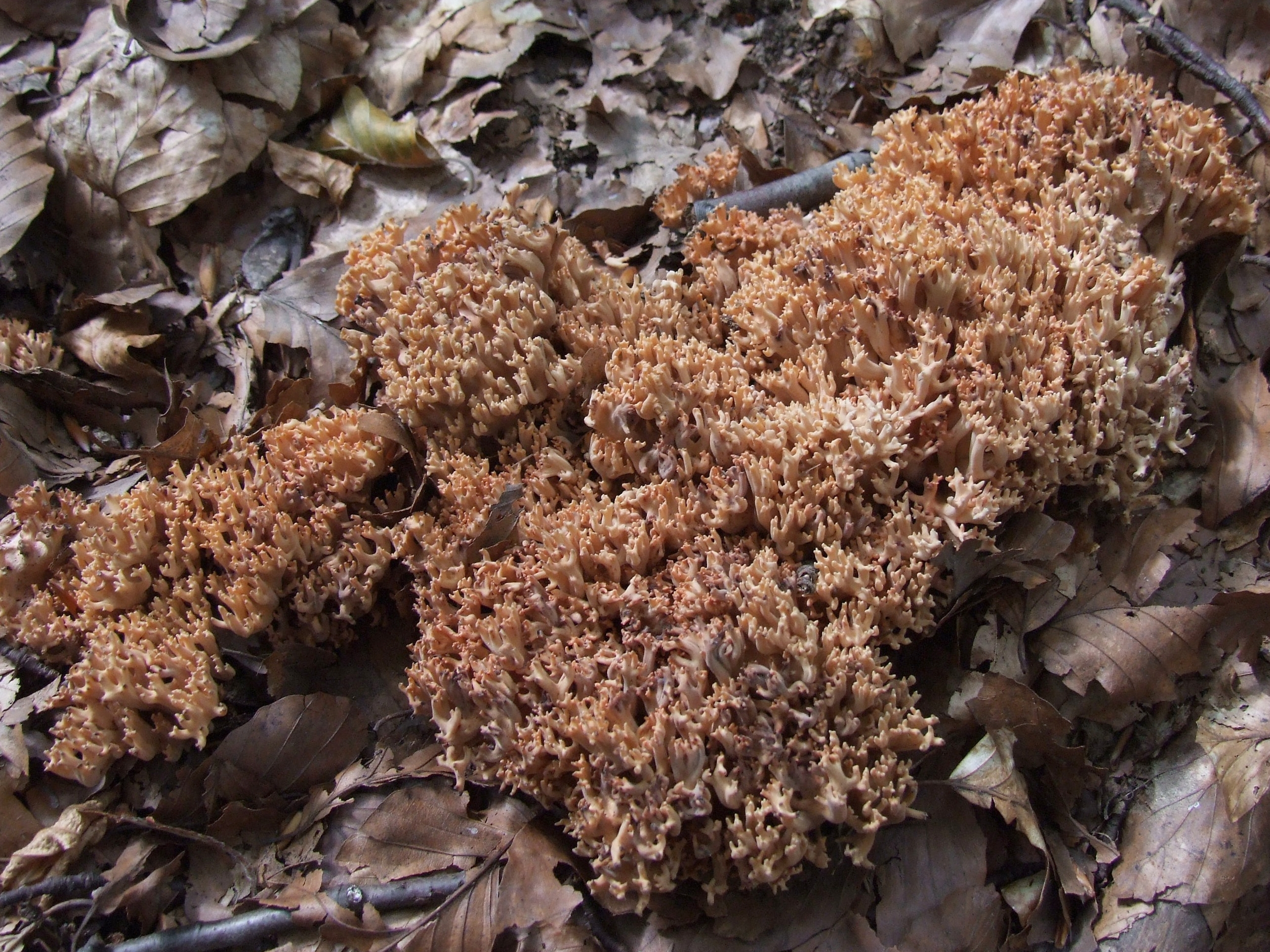

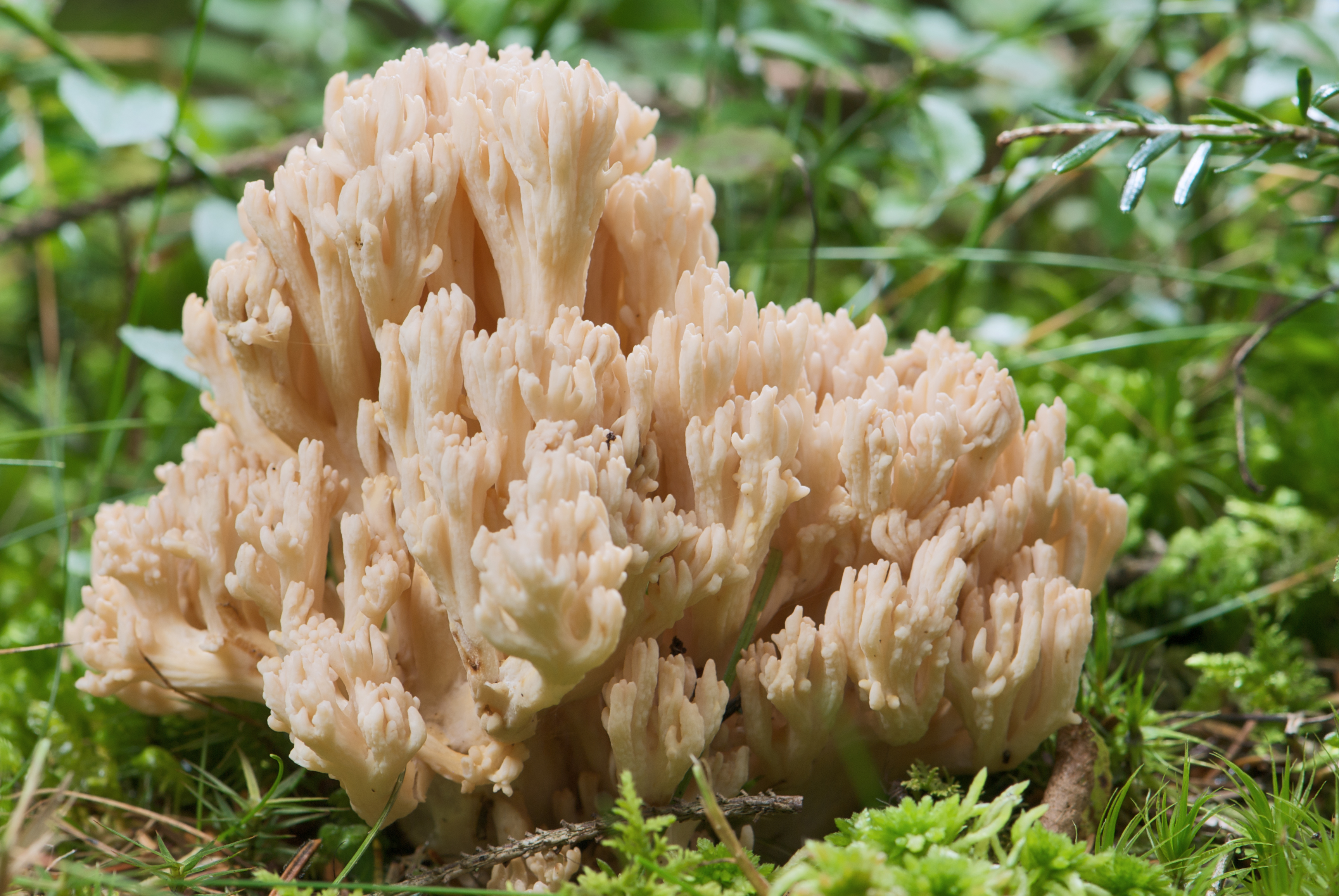

Koralówka strojna (Ramaria formosa (Pers.) Quél.) – gatunek grzybów z rodziny siatkoblaszkowatych (Gomphaceae).

## Systematyka i nazewnictwo
Pozycja w klasyfikacji: Ramaria, Gomphaceae, Gomphales, Phallomycetidae, Agaricomycetes, Agaricomycotina, Basidiomycota, Fungi.
Po raz pierwszy takson ten zdiagnozował w 1797 r. Persoon nadając mu nazwę Clavaria formosa. Obecną, uznaną przez Index Fungorum nazwę nadał mu w 1888 r. Quélet, przenosząc go do rodzaju Ramaria.
Synonimy naukowe:

- Clavaria formosa Pers. 1797
- Clavaria formosa Krombh. 1841
- Corallium formosum (Pers.) G. Hahn 1883
- Merisma formosum (Pers.) Lenz 1831
- Ramaria formosa var. concolor McAfee & Grund8 1982
- Ramaria formosa (Pers.) Quél. 1888 var. formosa

Nazwę polską nadał Władysław Wojewoda w 1987 r., dawniej w polskim piśmiennictwie mykologicznym gatunek ten opisywany był jako gałęziak strojny.

## Morfologia
Owocnik
Krzaczkowato rozgałęziony, o szerokości 6–15 cm i wysokości 8–20 cm. Wyrasta z mięsistej podstawy o grubości 2–3 cm. Podstawa ta rozgałęzia się 2–3 krotnie na wiele gałązek o końcach widełkowatych lub ząbkowanych. Końcowe rozgałęzienia mają postać litery U, co odróżnia ten gatunek od większości koralówek mających odgałęzienia w kształcie litery V. Podstawa ma u młodych owocników bladoróżowy kolor, pozostała część owocnika jest łososioworóżowa lub pomarańczowa z cytrynowożółtymi końcami. Dojrzały owocnik zmienia barwę na ochrowożółtą.
Miąższ
Mięsisty, u młodych owocników różowawy, u starszych białawy. Po wysuszeniu staje się kredowy i popękany. W smaku nieco gorzki.
Wysyp zarodników
Ochrowożółty. Zarodniki elipsoidalne, ochrowożółte, nieco brodawkowate lub gładkie, o rozmiarach 9–12,5 x 4–5 µm.

## Występowanie i siedlisko
Występuje w Ameryce Północnej, Europie, Azji i Australii. W Polsce jest gatunkiem rzadkim. Znajduje się na Czerwonej liście roślin i grzybów Polski. Ma status R – potencjalnie zagrożony z powodu ograniczonego zasięgu geograficznego i małych obszarów siedliskowych. Znajduje się na listach gatunków zagrożonych także w Czechach, Niemczech, Danii, Holandii.
Rośnie w lasach liściastych i mieszanych, zazwyczaj gromadnie. Najczęściej rośnie wśród opadłych liści pod bukami, rzadziej pod dębami. Owocniki wytwarza od lipca do października.

## Znaczenie
Grzyb mikoryzowy. Grzyb trujący; powoduje zaburzenia trawienne, działa przede wszystkim silnie przeczyszczająco.

## Gatunki podobne
Koralówkę strojną można pomylić z wieloma innymi gatunkami koralówek. Odróżnia się od nich tym, że jej dolne rozgałęzienia mają kształt dużych łuków (jak litera U, a nie V, jak u większości gatunków). Poza tym suszony miąższ ma konsystencję kruchą jak kreda, nie zaś rogowatą. Starsze okazy gałęziaków po krótkim czasie tracą charakterystyczne zabarwienie i wówczas można je oznaczyć tylko mikroskopowo, dlatego przy ich zbieraniu w celu zjedzenia należy zachować szczególną ostrożność.